# Allocareproctus unangas
Allocareproctus unangas är en fiskart som beskrevs av Orr och Robert C.Busby 2006. Allocareproctus unangas ingår i släktet Allocareproctus och familjen Liparidae. Inga underarter finns listade i Catalogue of Life.